# Roulettes
«Рулетки» (англ. Roulettes) — авиационная пилотажная группа Королевских ВВС Австралии, сформированная на базе Центральной летной школы в 1970 году. Первоначально команда использовала итальянские учебно-тренировочные истребители Aermacchi MB-326. В 1989 году группа освоила 6 Pilatus PC-9, которые используются ими по сей день. Лётчики пилотажной группы австралийских ВВС регулярно проводят показательные выступления в удалённых районах страны, таких как штаты Квинсленд, Северные территории и Новый Южный Уэльс.

## Галерея

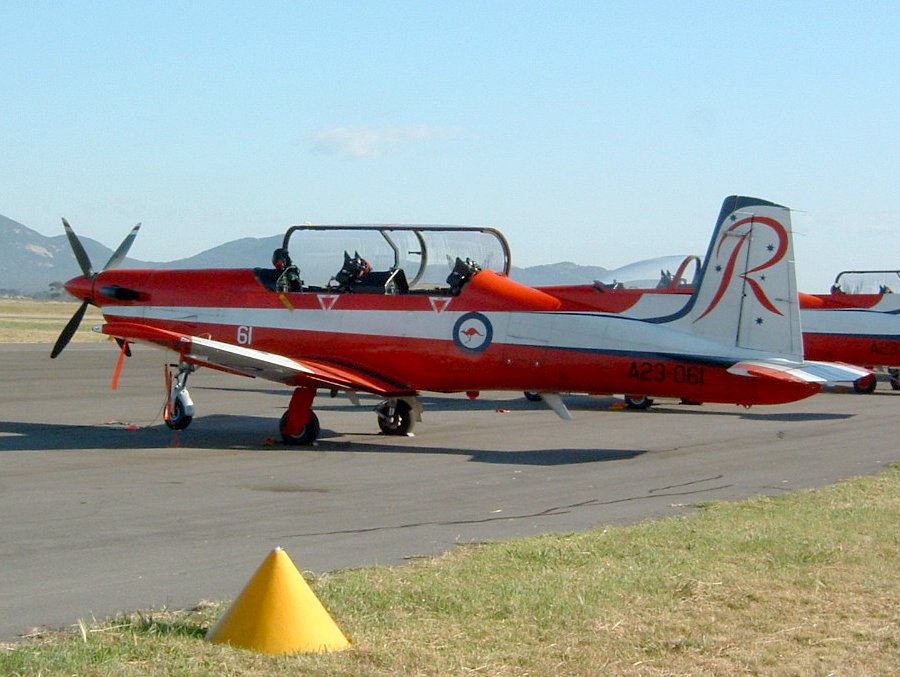
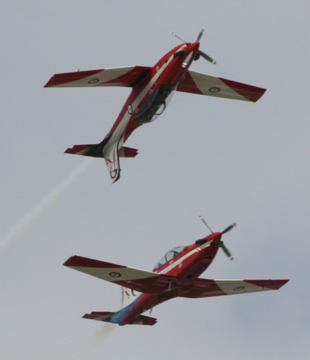

## Самолёты
| Самолёт          | Количество | Период      |
| ---------------- | ---------- | ----------- |
| Aermacchi MB-326 | 4          | 1970 — 1974 |
| Aermacchi MB-326 | 5          | 1974 — 1981 |
| Aermacchi MB-326 | 7          | 1981 — 1982 |
| Aermacchi MB-326 | 5          | 1982 — 1989 |
| Aermacchi MB-326 | 2          | 1989        |
| Pilatus PC-9     | 6          | 1989 — н.в. |